# 심판 (소설)

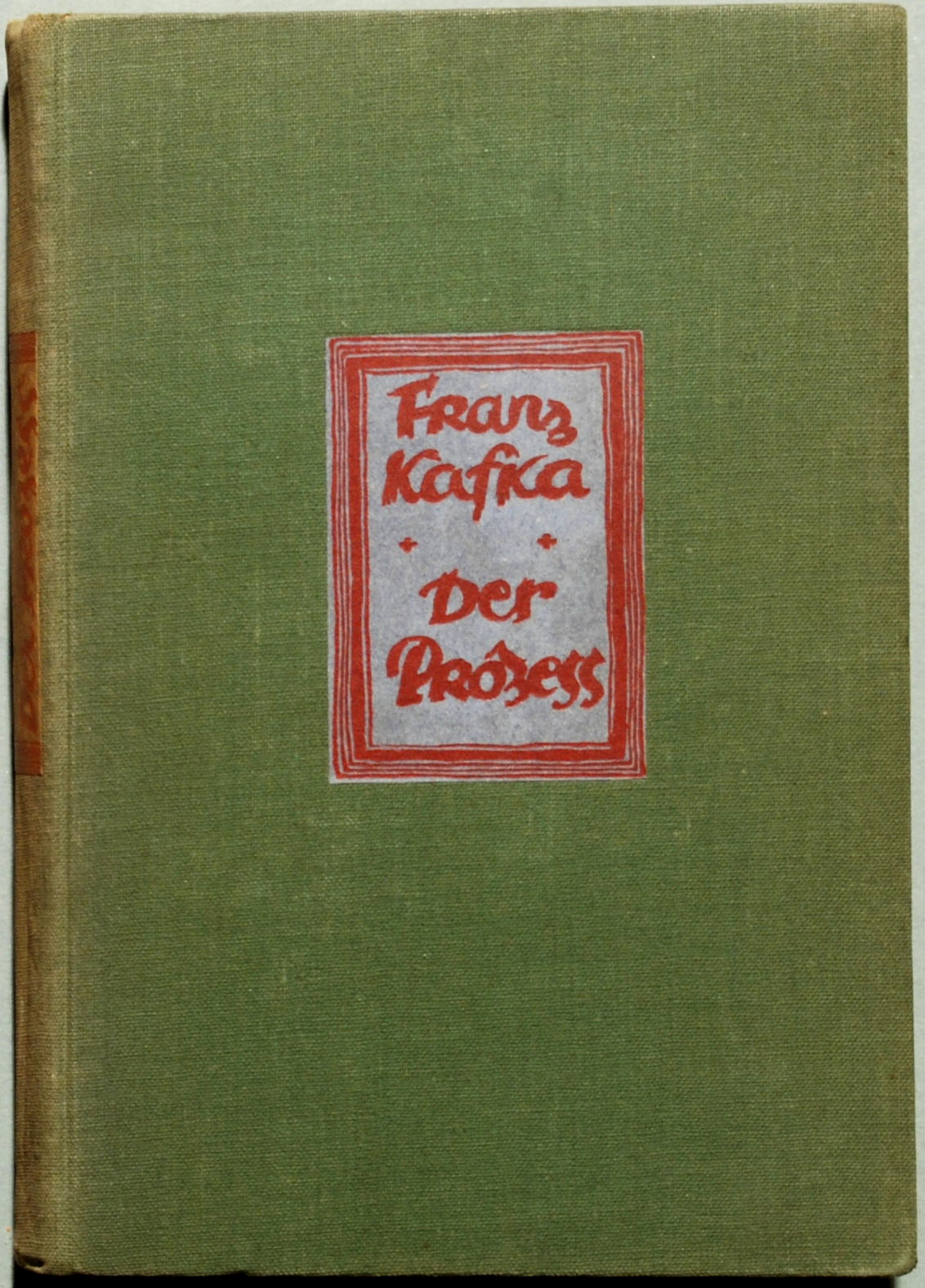

《심판》(독일어: Der Prozess) 또는 《소송》은 1914년에서 1915년까지 집필된 프란츠 카프카의 장편 소설이다. 이유도 모른 채 재판을 받게 된 남자 요제프 K.
갖은 노력을 하고 분투했음에도, 그는 비참하게 처형 당하게 되는 데, 소설은 이 과정을 묘사하고 있다. 카프카가 살아 있을 때에는 발표되지 않았고, 그가 죽은 후 1927년 친구 막스 브로트가 편집 및 출판을 맡았다.
내용에 결말이 존재하지만, 각각의 장(章)은 단편이므로 전체적으로는 미완의 작품이다.

## 내용
다음은 카프카가 초기의 원고에 적은 장(章)의 제목에 따라 내용을 서술한 것이다. 배열 순서에 대해 논쟁이 있지만, 자필 원고판 전집의 배열 순서에 따라 서술하였다. 이 외에도 완결된 여러 장(章)의 미완의 단편이 있다.

#### 체포, 뷔르스토나라는 여인
큰 은행의 중역으로 일하는 요제프 K, 그의 30번째 생일에 전혀 알지 못하는 두 사람이 K의 가택에 느닷없이 들이닥친다. 2명은 K에게, K가 체포되었다고 언급하며 자신들을 감시인이라고 밝힌다.
K는 도대체 어떤 죄로 체포되었는지 듣고 싶어하지만, 감시인은 말할 수 없다고 한다. K는 옆 방으로 끌려가서 주임이라고 하는 남자에게 심문을 받게 된다.
K는 자신은 어떠한 죄도 저지르지 않았기에, 이 같은 처우는 부당하다고 항변한다.
감독의 말에 따르면, K는 비록 체포 당하긴 했지만 여전히 이전처럼 근무할 수 있다고 한다. 문득 요제프 K가 문득 주위를 돌아보니, 옆에 같은 직장에서 근무하는 부하 행원들이 서 있다.
K는 그들에게 억지로 동행 당하며, 30분의 지각 이후 은행으로 출근한다.
그날 밤, K는 직장에서 집으로 돌아와, 집주인 프라우 구르바하 부인과 대화한다. 그 때, 부인이 옆 방의 뷔르스토나양의 남자 관계에 대해 간섭 하듯이
말 해서, K는 기분이 상한다. 늦은 밤, 뷔르스토나 양이 집으로 돌아오고, K는 옆 방으로 들어가서 그녀의 방이, 함부로 K의 심리에 이용된 사실에 대해 사죄한다. 뷔르스토나 양은 이웃의 대위가 귀를 곤두세우고 있는 것을 우려하여, K를 되돌려 보내려고 하는 데 , K는 그녀에게 격렬하게 키스하고, 방에서 나온다.

#### 최초의 심리
이윽고 K에게 전화로 통보가 온다. K는 일요일에 심리를 치르러 간다.
통보의 내용이 애매하다고 생각한 K는 목적지에 간신히 이르러, 낡은 아파트의 어느 방에 겨우 도착한다. 방 안은 많은 사람들이 북적이고
K는 낮은 단상에서 체포의 부당함, 수속 절차의 졸속을 호소하면서 청중을 자기 편으로 끌어들이려고 한다. 그러나 단상에서 내려와 보니, 그들은 가슴에 그 누구도 빠짐없이 관공서 배지를 달고 있기 때문에, 모두가 관리측의 사람들이라는 것을 K는 간파한다. K는 욕하고, 비웃으며 그 방에서 나간다.

#### 빈 법정에서, 학생, 사무실
다음 주에 그 곳으로 가보니, 이전에 K를 방 안에 안내한 젊은 여자가 오늘은 심리가 열리지 않는다고 일러준다.K는 여자와 이야기를 하다가, 그녀에게 매력을 느껴 유혹하려 하나, 나중에 나타난 젊은 법학생이 의도적인 방해로 그녀를 빼앗는다. K는 화를 내며 문 앞에 잠시 멈춰 있다가, 문득 주위의 「재판소 사무실 입구」이라는 팻말을 발견하고 이 내부 아파트의 지붕 밑에 사무국이 있다는 것을 깨닫는다. K는 재판소의 허드렛일을 하고 있는 아까 그 여자의 남편에게 안내를 받으며 사무국을 둘러본다. 긴 복도가 대합실로 연결되어 있어, 거기에서 각각의 사무실로 사용되고 있는 다락방으로 통한다.
구경을 하던 도중에 그 곳의 탁한 공기 때문에 점차 속이 메스꺼워지고 피곤함을 느낀 K는 사무실의 2사람에게 부축을 받아 겨우 그 건물에서 빠져 나오게 된다.

#### 채찍을 휘두르는 사나이
며칠 후, K는 직장의 창고(잡동사니 같은 방)에서 3명의 남자들을 우연히 보게 된다.그 중 2명은 K의 체포 때 방문한 감시원, 프란츠와 뷜렘이며,
또 한 사람은 검은 가죽옷을 입은 낯선 남자이다.
감시원들은 K의 식사를 훔쳐먹고, 속옷을 빼앗으려 한 죄로 태형을 받는다. K는 감시원들을 놓아주라고 태형리에게 요청하지만, 태형리는 요청을 들어주지 않고 감시원들의 옷을 벗긴다. 채찍을 맞은 감시원의 고통
가득한 절규가 울려 퍼지자, 당황한 K는 직장의 동료들이 알지 못하게 문을 닫음으로, 크게 부르짖는 소리를 듣고 달려온 사환을 속인다. 다음 날에도 감시원 생각이 K의 머릿 속에 맴돌고,
K는 잡동사니 같은 방(창고)를 빨리 정리하라고 명령한다.

#### 숙부, 레니
어느 날, K의 재판의 이야기를 우연히 듣게 된 숙부 카를이 K를 방문한다. 숙부의 동창생인 변호사,훌트라고 하는 사람이 있는 데 그를 K에게 소개해 줄 수 있다고 한다. 2명은 훌트를 방문하고 병석에 누운 그에게 사정을 이야기한다. 마침 재판의 사무국장(서기장)이 동석하고 있었다. 그러나 K는 훌트의 가정부 레니와의 불륜 관계에 빠져 버리고, 때문에 그 사이에 자신의 입장을 유리하게 이끌 수 있는 기회를 놓쳐 숙부에게 크게 질책 당한다.

#### 변호사, 공장주, 화가
시간이 지나도 재판이 진전을 보이지 않고, K는 마냥 변호사에게만 맡겨 놓고 있을 수 없게 된다. 그 때, 직장에 손님으로 방문한 공장주가 법정 전속 화가 티토렐리를 소개하고, 요제프 K는
무엇인가 유리한 정보를 얻을 수 없을까 생각하다가 티토렐리를 방문한다. 티토렐리에 따르면, 자신은 아예 손을 쓸 수 없거나, 형식적 무죄, 또는 소송을 초기의 단계에 고정시킨 채 시간을 무기한 연장하기 이 3가지 중에 어 하나만 도와 줄 수 있을 뿐이라고 말한다. K는 결론을 보류한 채 자리를 뜨고, 돌아갈 때 황야를 그린 그림 여러 장을 구입한다.

#### 상인 블로크, 변호사를 해임하다
K는 마침내 변호사 훌트를 해고하기로 결심하고 그의 집으로 간다. 훌트의 자택에서 변호사에게 같이 의뢰하던 처지인 상인 블로크와 만나는 데, 처음에 K는 그를 가정부 레니의 애인은 아닐까 의심하며, 불쾌한 생각을 한다. K는 훌트에게 자신의 결의를 밝히고, 훌트는 재판의 진행에 시간이 걸리는 것에 대한 변명을 한다. 나중에 블로크가 방에 들어왔을 때, 변호사의 태도는 갑자기 돌변하여,
블로크에게 노예를 다루는 주인같은 태도를 취한다.

#### 대성당
K는 직장에서, 중요한 인물인, 이탈리아인 고객을 거리의 명소로 안내하라는 명령을 받는다. K는 이탈리아어 문법서와 관광 명소 앨범을 소지하고, 대성당에서 그 이탈리아인과 만날 것을 기다리지만, 시간이 지나도 이탈리아인은 나타나지 않는다. 이탈리아인 고객을 기다리기를 포기한 K가 대성당으로 들어오자, 신부는 단상 위에서 K를 부른다. K의 재판에 대해 여러 질문을 하며, 하나의 일화(법정의 문 앞에서)를 K에게 들려준다.

#### 종말
K의 31번 째 생일의 전날 밤, 사형 집행인 2명이 K를 찾아온다.K는 교외의 채석장으로 끌려가서 심장을 칼에 찔린다. K는 집행인들의 시선을 받으며, 「개 같이 죽는다!」라고 저주하며 죽어 간다.

## 법정의 문 앞에서
작품에서 「대성당」이라고 제목 붙여진 장으로, 신부가 주인공 K에게 다음과 같은 짧은 이야기를 해 주는 장면이 있는 데, 카프카는 살아 있을 적 이 삽화를 「법정의 문 앞 (Vor dem Gesetz)」이라는
제목을 붙여, 독립적인 단편작으로 발표하였다. 이 이야기가 처음 나온 작품은 1915년의 「자위(自衛)」잡지로, 뒷날 1920년 작품집인 「시골 의사」에 수록되었다.
시골에서 올라온 한 사나이가 , 법정의 문 안으로 들어오려 한다. 법정의 문은 한 명의 문지기가 지키고 있는 데 그 문지기가 말하기를 지금 당장 들여보낼 수 없다고 말한다.
만일 사나이가 건물 안으로 들어갔다고 해도, 건물 안 곳곳마다 문지기가 서 있는 데 안으로 들어갈수록 권력은 더욱 커 갈 뿐이라고 설명한다. 남자는 기다리기로 하고, 열려진 입구 옆쪽에서 몇 년이나 계속 기다린다. 그 동안 남자는 문지기에게 출입을 허가해달라고, 간곡히 부탁하며 여행 경비를 뇌물로 바치는 등 온갖 방법을 다 쓴다. 문지기는 거절하지 않고 돈을 받아 챙기면서, "당신이 무시당했다고 생각하지 않도록 일단 받아두기로 하지." 라고 말한다.
이윽고 남자는 목숨이 다해가고, 죽기 직전 문지기에게, "많은 사람들이 법을 구하고 있습니다. 그런데도 그 오랜 세월을 두고 나 외에는 누구 한사람 들어가려고 애쓰는 사람이 없었던 것은 무슨 까닭입니까?" 하고 묻는다. "이건 오로지 자네만을 위한 입구이므로 다른 사람이 들어갈 수 없는 게 당연하지. 자, 나도 문을 닫고 물러가야겠군." 문지기는 대답하고 나서 문을 닫는다.

## 소설의 작성
카프카는「소송」을 1914년 8월에 집필하기 시작했다.이 때 카프카는 우선 모든 「체포」의 장과, 종장에 해당하는 「최후」의 장을 거의 동시에 완결하는 중이었다.
9월 말까지 3분의 2 가량을 집필했으나 집필 속도가 더디어져, 10월에는 집필을 하기 위해 직장에서 2주간의 휴가를 얻었다. 그러나 이 휴가 중에 집필을 진행하지 않았는 데, 카프카는 이전에 「소송」을 부분적으로,
단편 「유형지에서」, 「실종자」의 일부를 완결했다.「소송」은 다음 해 1월, 끝내 완성되지 않은 채로 남겨졌다.
카프카는 「소송」의 집필에 착수하기 2주일 전, 연인 펠리체 바우어와의 약혼을 해약하였다. 약혼을 해약할 때, 두 명의 친구를 동참시켜서 호텔 객실에서 회의하고, 카프카는 일기에다가 이 회의 모습을 「법정」이라고 표현하였다. 엘리아스 카네티는 이 '연인 관계'의 작품 반영을 고려하고, 카프카가 펠리체 바우어에게 보낸 많은 편지를 검증하며 「소송」에 주석을 달았다.
우선 「소송」을 간행한 막스 브로트는, 단편으로 재구성된, 10장으로 이루어진 작품을 발표했다. 카프카의 초기 원고 노트에 작품 전체의 제목은 붙지 않았는 데, 브로트는 카프카가 살아있을 때의 그와의
대화에 근거해서 「소송 (Der Proze)」이라는 제목을 붙였다. 카프카의 후기 등에 쓰인 표기를 고려하여, 1990년의 자필원고판 전집에서는 Der Proce, 1997년의 역사 비판판 전집에서는 Der Process로 표기된다.

## 등장 인물

#### 뷔르스토나
요제프 K와 같은 집에서 하숙하는 인물. 타자수로 일한다. 그녀는 어느 날 밤, K의 키스를 받아들이나 그의 추가적인 진행은 거부한다. 소설의 마지막 부분에 짤막하게 재등장한다.

#### 몽탁
뷔르스토나의 친구. 독일 사람으로, 가냘프고 창백하며 다리를 조금 전다. 요제프 K에게 체포 이후 뷔르스토나와의 절교에 관해 이야기한다. 자신은 제 3자의 객관적인 입장에 있기 때문에 자유로운 입장에서 말할 수 있다고 한다.

#### 뷜렘, 프란츠
어느 날 아침, K를 체포하지만 K가 저질렀다고 여겨지는 범죄를 밝히기를 거부한다.

#### 주임
K가 법적으로 체포된 상태라는 것을 K에게 알리기 위해 K의 하숙집으로 찾아간다.

#### 라벤쉬타이나, 쿨리히, 카미나
K가 살고 있는 하숙집을 방문하는 데 동참한 부하 은행원들.

#### 프라우 구르바하
K가 살고 있는 하숙집의 여주인. 비록 K가 체포되었지만 K에게 높은 존경심을 갖고 있다.

#### 법정의 여인
그녀의 집에서 K의 최초의 심리가 이루어진다. 판사에게 학대 당하고 싶어하지 않기 때문에, K를 돕겠다고 주장한다.

#### 학생
예심 판사의 명령에 따라 행동하는 다리가 휜 장애인. 뒷날 권력을 잡을 인물.

#### 예심 판사
K의 최초의 판사. K를 심리할 때 이름 없는 화가와 K를 혼동한다.

#### 숙부 카를
과거 K의 후견인으로 시골에서 올라온,성격이 급한 인물. K의 소송에 대해 듣자마자 변호사 훌트의 고용을 K에게 고집한다.

#### 변호사 훌트
거만하고 허세부리는 요제프 K의 변호사. K에게 도움을 제공한답시고 어떤 조치도 취하지 않고, 동떨어진 일화만 들려줄 뿐이다.

#### 레니
훌트의 가정부(간호사)로 요제프 K에게 사심을 품고, 그의 애인이 된다.
소설 속에서 요제프 K에게 자신의 물칼퀴 같은 손을 보여주고, 손에 얽힌 사연을 들려준다.
분명히, 그녀는 기소된 남자들에게 매우 매력을 느끼며, 그들이 기소되었다는 사실이 그녀에게 저항할 수 없게 한다.

#### 알베르트
법정의 서기장으로 훌트의 친구.

#### 채찍을 휘두르는 사나이
K가 최초의 심리에서 두 명의 감시원에 대한 불평을 하고 난 이후 K의 은행의 창고에서 프란츠와 뷜렘에게 채찍을 휘두르는 자.

#### 지점장 대리
K의 능청스러운 은행에서의 라이벌. K가 소송 때문에 고뇌하고 걱정하는 상황을, 본인의 승진욕을 실현하는 데 거듭해서 악용한다.

#### 상인 블로크
K처럼 기소 당한 처지에 놓인 인물로 훌트의 의뢰인. 소송이 5년 동안 지속 되고 있으며, 한 때는 잘 나가는 곡물상이었다. 현재는 모든 시간, 기력, 돈을 그의 소송에 바치는 데, 자기 삶의 손해에 눈 먼 상태이다.
주변에 변호사를 5명 더 고용했는데, 훌트에게는 이러한 사실을 숨기며, 그는 훌트에게 아주 비참하리만치 노예 취급을 당한다.

#### 공장주
K의 소송에 관해 듣고 나서, K에게 법정의 체제가 어떻게 운영되는 지 알고 있는 화가를 만날 것을 조언한다.

#### 화가 티토렐리
아버지에게 법정의 전속 화가 지위를 상속받았다. 소송을 가장 낮은 단계로 되돌리는 방법을 알고 있다. K에게 도움을 제공하며 그에게 간신히 서로 유사한 풍경의 그림 몇 장을 팔아치운다.

#### 신부
성당에서 K가 마주친 성당의 교도소 신부. K의 소송 진행이 좋지 않으니, 운명을 받아들이라고 이야기한다.

#### 문지기와 농부
신부가 들려주는 이야기(법정의 문앞에서)의 등장 인물